# Josef Pečírka
Josef Pečírka (11. října 1818, Jindice u Uhlířských Janovic – 27. června 1870, Praha) byl český lékař, pedagog, spisovatel a překladatel. Vystudoval medicínu, lékařské praxi se ale nevěnoval. Roku 1843 přispíval do Tylova časopisu Květy. Během revoluce 1848 byl členem studentské legie a deputace do Vídně. V roce 1850 podnikl cestu do Stockholmu, kde zkoumal české rukopisy; objevil zde např. Legendu o sv. Kateřině. V 50. letech působil jako učitel na gymnáziích v Praze a Jindřichově Hradci. Napsal a přeložil přes sto literárních prací, zejména učebnic, knih pro mládež a popularizačních spisů pro širokou veřejnost.
Začal vydávat periodikum Pečírkův Národní kalendář, v jehož vydávání později pokračovala vdova Marianna Pečírková a které bylo vydáváno 92 let.

## Život
Narodil se 11. října 1818 v Jindicích u Uhlířských Janovic, kde jeho otec působil jako zahradník na zdejším panství. Matka pocházela z Uhlířských Janovic, kam se rodina později přestěhovala a kde prožil dětství. Studoval na staroměstském gymnáziu v Praze. V r. 1848 promoval na lékařské fakultě. Již během studií se seznámil s řadou osobností vědy a kultury (např. František Palacký, Kašpar Šternberk, Pavel Josef Šafařík a Václav Hanka, pro které přepisoval české a latinské rukopisy). Josef Kajetán Tyl ho podnítil k prvním literárním pracím, které uveřejnil r. 1843 v jeho Květech. V revolučním roce 1848 se stal centurionem (setníkem) Akademické studentské legie, členem výboru Slovanské lípy, účastníkem deputace do Vídně a poslancem českého sněmu (který se nakonec nesešel).
Ač lékař, tuto praxi neprovozoval, ale působil jako gymnazijní učitel — nejprve v Praze (1849-53), pak v Jindřichově Hradci (do r. 1856, propuštěn z politických důvodů). Roku 1850 byl zvolen mimořádným členem Královské české společnosti nauk a z jejího pověření podnikl cestu do Skandinávie. Během ní objevil ve Stockholmu rukopis Legendy o sv. Kateřině ze 13. století, který za přispění Karla Jaromíra Erbena r. 1860 vydal. O cestě samotné podal obšírnou zprávu pro Časopis českého Museum.
V letech 1851-52 rovněž redigoval Týdeník hospodářský. Po návratu z Jindřichova Hradce do Prahy 1856 – 1858 si doplňoval lékařské vzdělání a z těchto studií vznikl oblíbený spis Domácí lékař. Od r. 1856 se převážně zabýval literární činností a jen zřídka prováděl lékařskou nebo i zvěrolékařskou praxi.
Ke konci života byl delší dobu vážně nemocný, krátce před smrtí ho postihla těžká duševní choroba. Zemřel 27. června 1870 v Praze.

## Dílo
K literární činnosti jej povzbudil Josef Kajetán Tyl. Roku 1843 přispíval do Květů a po otevření českého divadla v pražské Růžové ulici přeložil několik her včetně tří oper.
Celkem napsal přes sto prací v češtině a němčině. Zaměřil se zejména na učebnice, knihy pro mládež a popularizační spisy pro širokou veřejnost.
Knižně vyšly např.:
- Jan Poctiwa : zábawná powjdka pro mladý i dospělý wěk (1844), podle německých a anglických zdrojů
- Agata, čili, Průwodce žiwotem pro wzdělané panny (1846)
- Wáclaw Nowák, aneb Sedlák, jak by měl býti : Hospodářská kniha obsahující důkladné poučení o tom, kterak může rolník nejwětssího užitku z polí a luk dosáhnouti, dobytek nejlepssím způsobem chowati, wčelařstwí, sstěpařstwí, zahradnictwí, winařstwí a lesnictwí s prospěchem hleděti (1847)
- Vypsání živočichův (1849), učebnice
- Nawedenj k štěpařstwj : poučenj o zakládánj sskolek, sstěpowánj, wysazowánj a ossetřowánj owocných stromů (1852)
- Nerostopis pro nižší gymnasia a realní školy (1853)
- Grundlinien der reinen Krystallographie (1853)
- Grundlinien der Pflanzenkunde : Für Unter-Gymnasien und Realschulen (1855)
- Paleček, to jest, Podivuhodné příhody a nehody skutečného Palečka (1857), podle francouzského originálu
- Úplný dobytčí lékař, to jest, Zřetelné poučení o spráwném léčení wssech nemocí koňů, howězího, skopowého a wepřowého dobytka, psů i drůbeže : s přídawkem Kterak se má pomáhati při těžkém telení, hřebení a bahnění (1858 s reedicemi)
- Bílá paní : národní pověst (1859)
- Klíček štěpařský pro žáky národních škol (1861)
- Domácí lékař : učení o člověku ve stavu zdravém i chorobném (1863 s několika reedicemi, např. r. 2003)
- Pohádka o slepičce a o kohoutkovi (asi 1865)
- libreto k opeře Švédové v Praze (1867), spoluautor: Emanuel František Züngel, hudba: Jan Nepomuk Škroup

Překlady:
- Gustav Nieritz: Chudý básnjk a hausle, aneb, Co Bůh činj, dobře činj (1845)
- Gustav Nieritz: Námořnjk, aneb, Pamětihodné přjhody mladjka auskočně na loď indickau prodaného (1845)
- Gustav Nieritz: Kazatel anglický, anebo, S poctiwostj neydál dogdeš (1850)
- Alexander Friedrich Franz Hoffmann: Hoch Savojský : povídka pro mladý i dospělý věk (1851)
- Julius Hoffmann: Cikánka : povídka pro mládež (1853)
- Ernst Raupach: Duch času : fraška ve čtyřech jednáních (1853)
- Tisíc a jedna noc : arabské a perské pohádky (na pokračování 1859-62)
- Gustav Nieritz: Husité před městem Naumburkem : Povídka pro mladý i dospělý věk (1865)
- Christoph von Schmid: Krištofa Šmída Veškery spisy pro mládež a přátele její (mnohosvazková edice vycházející na pokračování v 60. letech 19. století)
- Gustav Nieritz: Jan Gutenberg, nálezce knihtiskařství : povídka pro mládež a přátele její (posmrtně 1877)
- Gaetano Donizetti, Jean François Alfred Bayard: Marie, dcera pluku : komická zpěvohra ve 2 jednáních (posmrtně 1877)

Po roce 1864 vydával Pečírkův Národní kalendář na rok obyčejný a Pečírkův Národní kalendář velký na rok obyčejný.

## Příbuzenstvo
- Manželka Marianna Pečírková (1838–1904), provdaná v šestnácti letech, pokračovala po roce 1870 ve vydávání Pečírkova Národního kalendáře, nejprve za redakce Václava Štulce, později samostatně.[5]
- Syn Ferdinand Pečírka (1859–1922) byl lékař, profesor dermatologie a venerologie na pražské univerzitě. Založil a řadu let vedl český spolek pro komorní hudbu.[6] Jeho syn Jaromír Pečírka mladší (1891–1966) byl historikem umění.[7]
- Syn Jaromír Pečírka (1864–1933) byl vojenský lékař[8] v rakousko-uherské i československé armádě, nakonec v hodnosti generála. Věnoval se rovněž lyžování, alpinismu a entomologii.[9] Jeho syn Ivan Pečírka (1895–1931) byl rovněž lékař. Pracoval jako první asistent chirurgické kliniky, ve volném čase se věnoval lyžování a horolezectví.[10][11]
- Zeť Otakar Hejnic (1851–1925), manžel dcery Čeňky,[8] byl středoškolský profesor v Kutné Hoře a regionální archivář.[12]